# Estadio Cibao
El Estadio Cibao es un estadio de usos múltiples en Santiago, República Dominicana. Actualmente se utiliza mayormente para juegos de béisbol y es sede de los partidos de local de las Águilas Cibaeñas en la Liga Dominicana de Béisbol Invernal. El estadio se inauguró el 25 de octubre de 1958 y fue construido por el ingeniero Bienvenido Martínez Brea. El Estadio Cibao tiene capacidad para 18,077 espectadores, lo que lo convierte en el estadio de béisbol más grande de la República Dominicana. Las dimensiones de su campo son 335 pies en los postes de foul, 365 pies en los pasillos eléctricos y 385 pies en el jardín central.

## Historia
El estadio se inauguró el 25 de octubre de 1958 con el nombre de Estadio Leonidas Rhadamés y fue construido por el ingeniero Bienvenido Martínez Brea.
En 1976, el parque cibaeño fue sede de la Serie del Caribe, compartida con el Estadio Quisqueya de Santo Domingo. 32 años después, el estadio Cibao acogió en su totalidad la Serie del Caribe 2008.
El estadio originalmente presentaba las mismas medidas y configuración que el Estadio Tetelo Vargas de San Pedro de Macorís, pero en 1974 fue ampliado y se le agregaron los "bleachers" detrás de las paredes del outfield.
Durante el verano del 2004 las autoridades del estado dispuso de más de RD$2,000,000 para la remodelación completa del terreno y la adquisición de una nueva pizarra electrónica.
Para el inicio de la temporada 2006-2007, las autoridades responsables del mantenimiento del estadio, en colaboración con la gerencia del equipos y una serie de patrocinadores del mismo, adquirieron una enorme pantalla digital la cual fue colocada al final y encima del jardín central, para mostrar las estadísticas del partido, anunciar a los bateadores de turno, mostrar publicidad e interactuar con los fanáticos.
En 2007, el presidente Leonel Fernández inició un proyecto de renovación del estadio a tiempo para acoger la Serie del Caribe 2008. El proyecto incluyó la ampliación del área del dugout del equipo visitante, la remodelación de la entrada principal, la construcción de una plataforma multiusos detrás del jardín central y la construcción tanto de una nueva caja de bateo y un bullpen. La remodelación, a un precio de RD$110,320,921 pesos dominicanos (US$3,065,000 dólares), era parte de un proyecto más amplio de obras públicas por un total de RD$5,750,000 de pesos.
El estadio fue escenario de un bochornoso incidente entre los mánagers de las Águilas Cibaeñas y los Leones del Escogido. El 5 de diciembre de 1970 en un partido entre Águilas y Escogido, el mánager Tom Lasorda se quitó la ropa en protesta porque un umpire decreto home run un batazo de Tomás Silverio. Más tarde, Lasorda fue apresado por las autoridades de Santiago
El 19 de noviembre de 2014, un incendio ocasionado por una falla en el sistema eléctrico de uno de los Palcos vip que destruyó los diferentes palcos, las oficinas administrativas, las oficinas de transmisión televisiva, y radial, estas últimas con pérdidas millonarias, también resultaron afectadas las oficinas de prensa internacional y el salón de trofeos del Estadio. El 29 del mismo mes de noviembre terminaron la reparación de las áreas afectadas por el incendio.
El estadio fue remodelado en 2022 nuevamente con trabajos en el campo de juego.

## Galeria

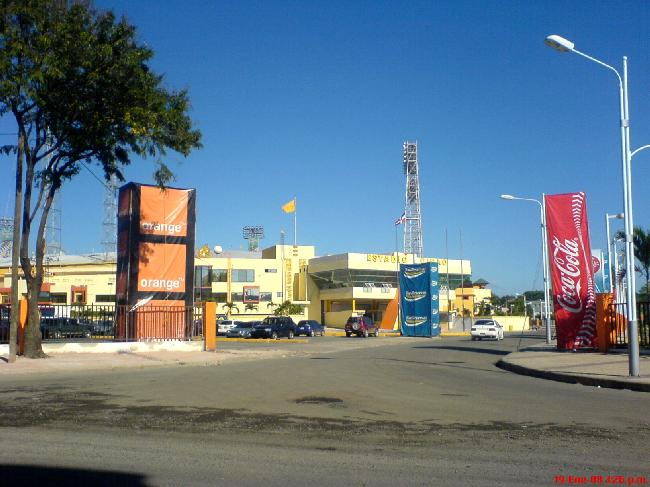
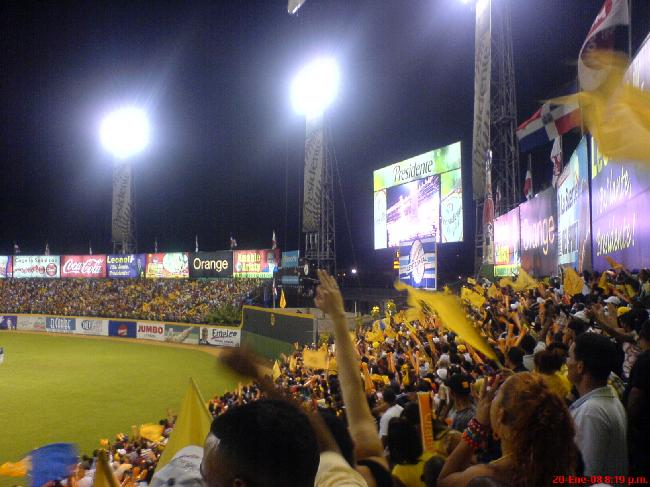